# Heník z Valdštejna a Židlochovic
Heník (Hynek) z Valdštejna a Židlochovic († 15. století) byl moravský šlechtic, který pocházel z rodu pánů z Valdštejna.

## Život

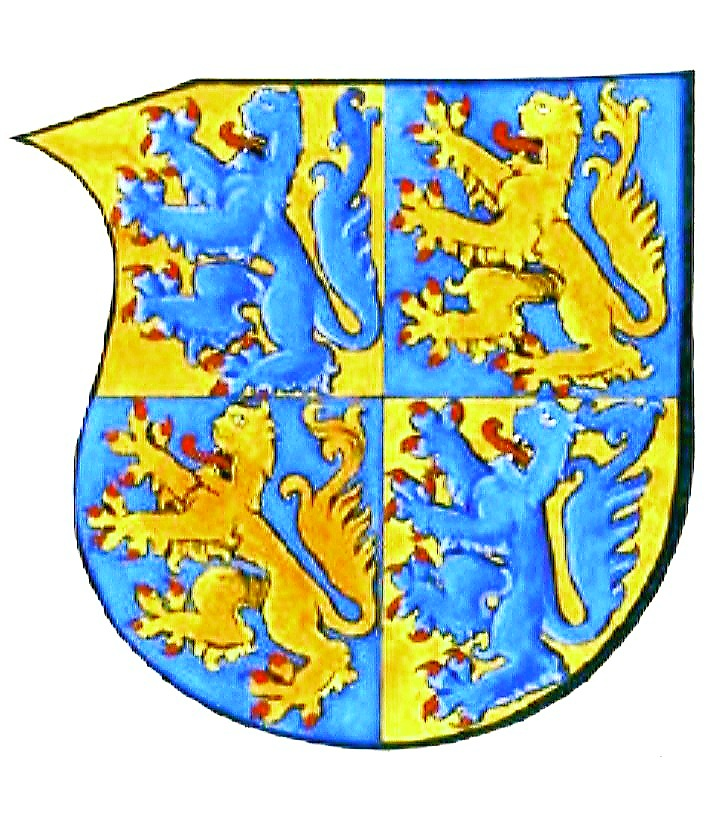
Erb rodu Valdštejnů

Jeho otcem byl Hynek Brtnický z Valdštejna, matkou Kateřina z Tepence. Heník z Valdštejna se do dějin zapsal razantně roku 1437, kdy koupil hrady (a panství) Holštejn a Drahotuš. Zároveň vyženil s Kateřinou, vdovou po Vilému Zajíci z Valdeka, tvrz a městečko Židlochovice a začal se psát s přídomkem "ze Židlochovic."  
Po smrti Kateřiny se Heník oženil znovu. Jeho druhou ženou byla  Barbora z Reichenbachu. Heníkův hrad Drahotuš byl obsazený husitským válečníkem Bočkem Puklicí z Pozořic, kterému Heník hrad roku 1446 přepsal. V roce 1447 se Heník zmiňuje naposledy, i když starší literatura uvádí, že to bylo až roku 1459. 

## Potomci
- Jan
- Dorota (manžel Jiří z Kravař)
- Machna (manžel Jiří z Landštejna)
- Hynek (Heník) – (1459–1480)
- Anna